# Мэйо, Маргарет
Ма́ргарет Мэ́йо (англ. Margaret Mayo, урождённая Ли́лиан Эли́забет Сла́ттен (англ. Lillian Elizabeth Slatten), 19 ноября 1882, Brownsville, Иллинойс — 25 февраля 1951, Оссининг) была американской актрисой, драматургом и сценаристом.

## Ранний период жизни
Выросла на ферме недалеко от Браунсвилля, штат Иллинойс. Позже получила образование в женском колледже в Фокс-Лейк, штат Висконсин; монастыре Святого Сердца в Салеме, штат Орегон; и в Стэнфордском университете. В подростковом возрасте переехала в Нью-Йорк, чтобы продолжить актёрскую карьеру. Работала как адаптер, актриса, партнёр-основатель кинокомпании, драматург и писатель. В 1901 году вышла замуж за Эдгара Селвина, коллегу-актёра. Примерно до 1917 года Мэйо в среднем писала около одной пьесы в год.

## Биография
Когда Мэйо переехала в Нью-Йорк в раннем подростковом возрасте, она выиграла небольшую роль в пьесе «Чистокровная» в Театре Гаррика. Со своим будущим мужем Эдгаром Селвином она познакомилась в 1896 году, и в том же году начала писательскую карьеру. Самыми ранними её успехами были экранизации романов «Женитьба Уильяма Эша» (1905 г.) и «Джунгли» (1907 г.).
Однако, больше всего Мэйо помнят как автора оригинальных пьес, таких как «Полли из цирка» (1907), «Моя малышка» (1910), «Две кровати» (1914) и «Видение вещей» (1920), написанных совместно с Обри Кеннеди. Она адаптировала несколько своих пьес для немого экрана. Её пьеса «Полли из цирка» стала первым фильмом, созданным в 1917 году компанией «Goldwyn Company», одним из основателей которой была она.

## Карьера
Одна из самых известных пьес Мэйо называлась «Моя малышка». Среди других её работ — «Дни начала», «Искалеченные сердца» и «Две односпальные кровати». В своих пьесах она использовала пародию и сатиру для того, чтобы говорить о социальных проблемах. В 1917 году Мэйо стала главой сценарного отдела «Goldwyn Pictures». Через год она уехала за границу с развлекательным вояжем для армии.
В 1919 году Мэйо и Селвин развелись. После этого Маргарет Мэйо сменила имя на Элизабет Мэйо и переехала в Нью-Йорк, чтобы жить со своей матерью. В 1926 году она подписала Соглашение американских драматургов — документ, который привёл к созданию Гильдии драматургов. Она также занялась торговлей недвижимостью.
Повзрослев, она начала писать о духовном мире. Мэйо сыграла важную роль в организации жилья для индийского духовного учителя Мехера Бабы в Хармоне, недалеко от Нью-Йорка, во время его первого визита в Америку в 1931 году. Она владела каменным домом, в котором он останавливался во время этой поездки, и обеспечила его приютом.

## Смерть
Маргарет Мэйо умерла 25 февраля 1951 года в больнице Оссининга к северу от тюрьмы Синг-Синг. Её посещала медсестра из отделения «Доминиканские сестры больных бедняков» из Оссининга, штат Нью-Йорк. Похоронена на кладбище Святого Франциска Ассизского в Маунт-Киско, штат Нью-Йорк.